# 小茂根
小茂根（こもね）は、東京都板橋区の町名。現行行政地名は小茂根一丁目から五丁目。全域で住居表示が実施されている。

## 地理
板橋区南西端部に位置する。北端で石神井川に接する。北で石神井川を隔てて桜川、東新町および東山町、東で大谷口上町、南東で向原、南で練馬区小竹町、西で練馬区羽沢と隣接する。町域の西辺および南辺をもって板橋区 - 練馬区境を形成する。中央部を東京都道318号環状七号線（環七通り）が通じている。小茂根5丁目は全域が城北中央公園予定地となっている。

### 地価
住宅地の地価は、2025年（令和7年）1月1日の公示地価によれば、小茂根1-32-22の地点で75万6000円/m2、小茂根4-13-11の地点で53万8000円/m2となっている。

## 歴史
廃藩置県実施前は武蔵国豊島郡上板橋村字小山、字茂呂、字根ノ上。

### 沿革
- 1871年（明治4年）11月：浦和県（現埼玉県）から東京府に編入。大区小区制実施。
- 1878年（明治11年）：郡区町村編制法により北豊島郡が設置され、東京府北豊島郡上板橋村となる。
- 1928年（昭和3年）：茂呂町に東京武蔵野病院が開設される。
- 1932年（昭和7年）10月1日：東京府内市郡併合による板橋区発足に伴い、東京府東京市板橋区小山町、茂呂町、根ノ上町となる（1943年8月1日 東京都制施行）。
- 1942年（昭和17年）：根ノ上町に整肢療護園（1980年に「むらさき愛育園」と併せて心身障害児総合医療療育センターと総称する）開設。
- 1943年（昭和18年）：精神医学研究所設立、東京武蔵野病院はその附属病院となる。
- 1958年（昭和33年）：根ノ上町に、東京教育大学教育学部附属養護学校（現・筑波大学附属桐が丘特別支援学校）が開設される。
- 1963年（昭和38年）：東京都立大山高等学校が大山町から茂呂町に移転する。
- 1964年（昭和39年）：東京都道318号環状七号線（環七通り）開通。
- 1965年（昭和40年）5月1日：住居表示実施により、小山町・茂呂町・根ノ上町が小茂根一丁目～五丁目に再編される。
- 1984年（昭和59年）～1986年：小茂根一丁目の都営住宅建て替えにあわせ、根ノ上遺跡の発掘調査が行われる。

### 地名の由来
旧上板橋村の字名、小山・茂呂・根ノ上の頭文字を採って「小茂根」と命名した。

## 世帯数と人口
2025年（令和7年）3月1日現在（板橋区発表）の世帯数と人口は以下の通りである。
| 丁目         | 世帯数    | 人口     |
| ------------ | --------- | -------- |
| 小茂根一丁目 | 3,153世帯 | 5,228人  |
| 小茂根二丁目 | 2,375世帯 | 4,309人  |
| 小茂根三丁目 | 1,350世帯 | 2,820人  |
| 小茂根四丁目 | 2,074世帯 | 3,303人  |
| 小茂根五丁目 | 490世帯   | 983人    |
| 計           | 9,442世帯 | 16,643人 |

### 人口の変遷
国勢調査による人口の推移。
| 年                 | 人口   |
| ------------------ | ------ |
| 1995年（平成7年）  | 14,120 |
| 2000年（平成12年） | 14,639 |
| 2005年（平成17年） | 15,320 |
| 2010年（平成22年） | 15,842 |
| 2015年（平成27年） | 16,351 |
| 2020年（令和2年）  | 16,480 |

### 世帯数の変遷
国勢調査による世帯数の推移。
| 年                 | 世帯数 |
| ------------------ | ------ |
| 1995年（平成7年）  | 6,131  |
| 2000年（平成12年） | 6,732  |
| 2005年（平成17年） | 7,169  |
| 2010年（平成22年） | 7,878  |
| 2015年（平成27年） | 8,457  |
| 2020年（令和2年）  | 8,777  |

## 学区
区立小・中学校に通う場合、学区は以下の通りとなる（2021年8月時点）。
| 丁目         | 番地            | 小学校                   | 中学校                   |
| ------------ | --------------- | ------------------------ | ------------------------ |
| 小茂根一丁目 | 全域            | 板橋区立上板橋第二小学校 | 板橋区立上板橋第二中学校 |
| 小茂根二丁目 | 全域            | 板橋区立上板橋第二小学校 | 板橋区立上板橋第二中学校 |
| 小茂根三丁目 | 1～6番 10～17番 | 板橋区立上板橋第二小学校 | 板橋区立桜川中学校       |
| 小茂根三丁目 | 7～9番          | 板橋区立桜川小学校       | 板橋区立桜川中学校       |
| 小茂根四丁目 | 全域            | 板橋区立上板橋第二小学校 | 板橋区立桜川中学校       |
| 小茂根五丁目 | 1～7番          | 板橋区立上板橋第二小学校 | 板橋区立桜川中学校       |
| 小茂根五丁目 | 8～19番         | 板橋区立桜川小学校       | 板橋区立桜川中学校       |

## 事業所
2021年（令和3年）現在の経済センサス調査による事業所数と従業員数は以下の通りである。
| 丁目         | 事業所数  | 従業員数 |
| ------------ | --------- | -------- |
| 小茂根一丁目 | 108事業所 | 1,222人  |
| 小茂根二丁目 | 100事業所 | 771人    |
| 小茂根三丁目 | 44事業所  | 611人    |
| 小茂根四丁目 | 90事業所  | 1,529人  |
| 小茂根五丁目 | 40事業所  | 344人    |
| 計           | 382事業所 | 4,477人  |

### 事業者数の変遷
経済センサスによる事業所数の推移。
| 年                 | 事業者数 |
| ------------------ | -------- |
| 2016年（平成28年） | 388      |
| 2021年（令和3年）  | 382      |

### 従業員数の変遷
経済センサスによる従業員数の推移。
| 年                 | 従業員数 |
| ------------------ | -------- |
| 2016年（平成28年） | 4,997    |
| 2021年（令和3年）  | 4,477    |

## 交通

### 鉄道
町域に駅は存在しないが、以下の路線・駅が利用可能である。
- 東武鉄道
  - 東武東上線：ときわ台駅・上板橋駅（北口ロータリーは常盤台四丁目）
    - 上り：池袋方面
    - 下り：成増・川越市・寄居方面
- 東京地下鉄（東京メトロ）
  - 有楽町線：小竹向原駅
    - 北行：和光市方面　東武東上線森林公園駅まで直通運転。
    - 南行：池袋・有楽町・新木場方面

  - 副都心線：小竹向原駅　
    - 北行：和光市方面　東武東上線森林公園駅まで直通運転。
    - 南行：池袋・新宿三丁目・渋谷方面　東急東横線経由で、横浜高速鉄道みなとみらい線元町・中華街駅まで直通運転。
- 西武鉄道
  - 西武有楽町線：小竹向原駅　
    - 下り：練馬方面　西武池袋線飯能駅まで直通運転。

### バス
- 国際興業バス・関東バス（共同運行）
  - かみのね橋・小茂根・武蔵野病院：赤31　赤羽駅東口行き・高円寺駅北口行き
- 都営バス
  - かみのね橋・小茂根・武蔵野病院：王78　王子駅行き・高円寺陸橋経由　新宿駅西口行き
- 国際興業バス　
  - 小茂根中央・小茂根三丁目・小茂根五丁目：池55　池袋駅東口行き・小茂根五丁目行き
  - かみのね橋：池55　池袋駅東口行き　※小茂根五丁目行きは停車しない。

- 池55系統は、かつては豊玉北まで運行されていた。現在の路線になってからは、小型車両が充てられている。
- 小茂根停留所の西側にはかつて関東バスの折り返し場があり、中40系統：中野駅北口 - 小茂根線を運行していたが、出庫時に環七通り上の右折を伴い、交通の障害となり危険であることから、1997年に廃止された。現在でも小茂根・武蔵野病院の停留所標は関東バスのものであり、小茂根停留所の高円寺駅方向には関東バスが設置した屋根がある。かみのね橋以北は、国際興業バスの停留所標である。

### 道路・橋梁
道路
- 東京都道318号環状七号線（環七通り）

橋梁
- 茂呂橋
- 桜橋
- 台橋
- 上の根橋
- 小山橋

## 施設
- 板橋区立上板橋第二小学校
- 板橋区立上板橋第二中学校
- 東京都立大山高等学校
- 筑波大学附属桐が丘特別支援学校（旧・東京教育大学教育学部附属養護学校）
- 心身障害児総合医療療育センター：整肢療護園・むらさき愛育園の総称。
- 東京武蔵野病院
- 板橋区立小茂根図書館
- 板橋消防署小茂根出張所
- 城北中央公園（拡張中）
- 小茂根三丁目緑地
- 根ノ上遺跡緑地
- 都営向原団地第二住宅
- 日本肢体不自由児協会職員宿舎

## その他

### 日本郵便
- 郵便番号 : 173-0037[3]（集配局 : 板橋郵便局[17]）。